# Et forfriskende Bad
Et forfriskende Bad er en dansk stum komediefilm fra 1910 produceret af Nordisk Films Kompagni. Filmens instruktør er ukendt. 
Filmen havde dansk biografpremiere den 13. december 1910 i Nørrebros Biografteater.

## Handling
En mand kommer forbi en rislende å, og får lyst til et forfriskende bad. Der er ingen i nærheden, og han begynder at klæde sig af. Men pludselig forstyrres han af et par, der er på stævnemøde. Han gemmer sig, men afsløres, da han nyser midt i det hele og en række genvordigheder opstår.